# Malacoscylus lacordairei
Malacoscylus lacordairei là một loài bọ cánh cứng trong họ Cerambycidae.